# 동경을 울린 사나이
"동경을 울린 사나이"는 한국에서 제작된 박춘배 감독의 1970년 영화이다. 장동휘 등이 주연으로 출연하였고 이지룡 등이 제작에 참여하였다.

## 출연

### 주연
- 장동휘
- 김명진
- 문정숙
- 오지명

## 기타
- 원작자: 성정임
- 조명: 고해진
- 미술: 노인택